# Shashmaqam
Shashmaqam es un género musical de Asia Central, típico de Tayikistán y Uzbekistán, que puede haberse desarrollado en la ciudad de Bukhara. Shashmaqam significa "los seis Maqams" (modos musicales) en lengua persa.
Es un tipo de música refinada, con letras que derivan de poemas sufí acerca del amor divino. Los instrumentos proveen un acompañamiento austero a las voces. Consisten, en la mayoría de los conciertos, de un par de laúdes de cuello largo; dayereh, un tambor de marco que es similar a una pandereta; y el sato, o tanbur arqueado, que se asemeja un poco a un contrabajo.

## Historia
Durante la primera mitad del siglo XX en Uzbekistán, Abdul Rauf Fitrad, miembro de la Jadid (movimiento islámico reformista en el Imperio Ruso), estaba interesado en este género musical, música tradicional en la Corte. En 1927, escribió un libro llamado Ozbek klasik Muzikasi va uning Tarikhi ("Música clásica uzbeka y su historia"), en el cual presentó al shashmaqam como una gran tradición musical entre el pueblo uzbeko. Durante los años 1930, durante el régimen de Iósif Stalin, el shashmaqam era visto como un eco de la clase feudal gobernante y el tipo de música que promueve el progreso cultural mediante la adopción de la armonía al estilo europeo. Finalmente, en 1951, un decreto del presidente de la Unión de Compositores de Uzbekistán, suprimió el maqam y el desarrollo de esta práctica musical.
A mediados de la década de 1950, el maqam comenzó a tener una rehabilitación ideológica. Tayikistán, que había sido una región autónoma de Uzbekistán desde los años 1920, finalmente se convirtió en república. Los líderes tayikos decidieron que el shashmaqam debía formar parte de su gran tradición cultural. Entonces, se lo dividió en dos: el shashmaqam tayiko publicado en Dusambé, y el uzbeko publicado en Taskent. Los libros de Tayikistán no hacen mención al shashmaqam uzbeko, y viceversa.
Durante la década de 1980, esta división artificial comenzó a cambiar, dándose intercambios entre ambos países. Esto ha continuado hasta el presente, pero una ola de nacionalismo en Uzbekistán puede cambiar eso: cantantes de radio en Bukhara, una ciudad bilingüe en uzbeko y tayiko, están usando sólo textos uzbekos en sus radiodifusiones de esta música.
Este estilo musical fue difundido en Occidente, particularmente en los Estados Unidos, por los judíos de Bujará del Asia Central, ya que muchos de ellos eran exitosos intérpretes de shashmaqam. Una de las más reconocidas cantantes de este género fue la tayika Shoista Mullojonova, fallecida en 2010.
Este género musical fue proclamado en el 2003 e inscrito en el 2008 en el listado de la UNESCO de Obras Maestras del Patrimonio Oral e Intangible de la Humanidad, como obra multinacional.